# BetPlay Cycling Team
El BetPlay Cycling Team (Código UCI: BET) fue un equipo ciclista colombiano de categoría amateur, actualmente se encuentra disuelto.

## Historia
El equipo inició en 2018 en Colombia bajo el patrocinio de la empresa privada BetPlay, con el fin de dar la oportunidad a ciclistas jóvenes y de élite para participar en competencias departamentales y nacionales del calendario de ciclismo colombiano. Con la intención de seguir siendo un equipo competitivo, para 2019 subió a la categoría Continental para participar en las carreras más importante del país como el Tour Colombia, la Vuelta a Colombia y el Clásico RCN.
Nuevamente en 2020 regresa a la categoría amateur para ser disuelto al final de esa temporada.

## Material ciclista
El equipo utilizaba bicicletas Montecci, componentes Shimano, ropa deportiva Eleven Pro, cascos Ranking y accesorios KOM Sports.

## Clasificaciones UCI
Las clasificaciones del equipo y de su ciclista más destacado fueron son las siguientes:

### UCI America Tour
| Temporada | Clasificación por equipos | Mejor corredor | Posición |
| 2019      |                           |                |          |

## Palmarés
Para años anteriores véase: Palmarés del BetPlay Cycling Team.

### Palmarés 2019

#### Circuitos Continentales UCI
| Fechas | Circuito | Carreras | Ganador |
|        |          |          |         |

## Plantillas
Para años anteriores, véase Plantillas del BetPlay Cycling Team

### Plantilla 2019
| Integrantes del equipo 2019 | Integrantes del equipo 2019 | Integrantes del equipo 2019                 | Integrantes del equipo 2019 |
| Corredor                    | Fecha de nacimiento         | Equipo previo                               |                             |
| --------------------------- | --------------------------- | ------------------------------------------- | --------------------------- |
| Norberto Wilches            | 29 de agosto de 1983        | China Continental Team of Gansu Bank (2016) |                             |
| Nicolás García Alvarez      | 8 de febrero de 1993        |                                             |                             |
| Julián Cardona Henao        | 24 de enero de 1987         |                                             |                             |
| Brayan Baez Vanegas         | 17 de febrero de 1995       |                                             |                             |
| Elkin Palmar                | 15 de diciembre de 1997     |                                             |                             |
| Diego Ruiz                  | 16 de junio de 1994         |                                             |                             |
| Cristián Torres             | 21 de octubre de 1991       |                                             |                             |
| Didier Sastoque             | 3 de mayo de 1987           | Bicicletas Strongman (2017)                 |                             |
| Pablo Wilches               | 13 de julio de 1955         | Pony Malta-Avianca (1991)                   |                             |
| César Goyeneche             | 26 de agosto de 1974        |                                             |                             |
|                             |                             |                                             |                             |
| Fuente: ProCyclingStats     |                             |                                             |                             |